# تميم بن يعار
تميم بن يعار بن قيس بن عدي الخزرجي الأنصاري صحابي جليل من قبيلة الخزرج من الأنصار شهد مع النبي محمد ﷺ غزوة بدر وغزوة أحد.